# Ivana Baquero
Ivana Baquero (n. 11 iunie 1994, Barcelona, Catalonia, Spania) este o actriță de film spaniolă.
La 11 ani, ea a fost aleasă de regizorul Guillermo del Toro pentru personajul principal - Ofelia în "Labirintul lui Pan", pentru care a câștigat recunoașterea critică și premiul Goya pentru cea mai bună actriță. În 2015, ea a fost distribuită ca Eretria în seria de televiziune The Shannara Chronicles.

## Viața
Baquero s-a născut în Barcelona, fiica lui Ivan Baquero și Julia Macías.
A urmat școala americană din Barcelona, unde a învățat să vorbească fluent engleză, spaniolă și catalană.
A absolvit în anul 2012.

## Cariera
Baquero a început să acționeze profesional la vârsta de opt ani, jucând câteva roluri mici în mai multe filme înainte de a fi distribuit în Labirintul lui Pan în 2006.
Cel mai notabil dintre aceste filme devine Fragile, în care a jucat un rol minor alături de Calista Flockhart și Richard Roxburgh. Ea a fost într-o serie de alte filme, inclusiv Romasanta și Rottweiler.
De la aproximativ 1000 de tineri actrițe, Baquero a fost ales pentru a juca rolul lui Ofelia în "Labirintul lui Pan". Rolul lui Ofelia a fost inițial destinat unei fete cu vârsta de 8 ani, dar scenariul a fost modificat pentru a găzdui pe Baquero, care la vârsta de 11 ani. După aceea, a lucrat în diferite proiecte în timp ce frecventă încă școala.
În 2009, ea a jucat rolul principal în filmul de groază al lui John Connolly, "The New Daughter", cu Kevin Costner, care a marcat primul ei rol american.

## Filmografie
| Anul | Titlu                         | Personajul             |
| ---- | ----------------------------- | ---------------------- |
| 2004 | Romasanta                     | Ana                    |
| 2004 | Rottweiler                    | Esperanza              |
| 2005 | Fragile                       | Mandy                  |
| 2006 | Pan's Labyrinth               | Ofelia/Princess Moanna |
| 2008 | The Anarchist's Wife          | Paloma (Age 15)        |
| 2009 | The New Daughter              | Louisa James           |
| 2010 | Absencia                      | Lena                   |
| 2011 | The Red Virgin                | Hildegart Rodriguez    |
| 2013 | Another Me                    | Kaylie                 |
| 2014 | Gelo                          | Catarina, Joana        |
| 2014 | El Club de los Incomprendidos | Meri                   |
| 2016 | Demonios Tus Ojos             | Aurora                 |